# Tölgyfaszender
A tölgyfaszender (Marumba quercus) dél-európai és kis-ázsiai elterjedésű, a szenderfélék családjához tartozó, éjjeli lepkefaj. 

## Megjelenése
A tölgyfaszender hímjeinek szárnyfesztávolsága eléri a 85–100 mm-t, míg a nőstények esetében akár a 125 mm-t is. Színe igen változatos lehet: alapszíne halvány okkersárgától a sötétbarnáig terjed, utóbbi a kisázsiai és mezopotámiai populációk nőstényeinél közönséges. Elülső szárnyainak közepén széles, világos színű, hullámszegélyű sáv húzódik; a sáv két oldalán a szárny színe sötétebb sárgás vagy barna. A szárny tövénél és a végén egy-egy keskenyebb, elmosódó végű, világos sáv látható. A szárny belső ívénél egy kerek és egy hosszúkás sötét folt található. Az elülső szárny szegélye szeldelt, hullámos; tölgyfalevélre emlékeztet. A hátulsó szárnyak barnássárgák, középen tövüktől kiindulva vörhenyesbarna folt húzódik. Szegélyükön az alapszínnél sötétebb sáv, belső szegleténél két barna folt látszik. Teste szőrrel borított, a nőstény potroha vaskosabb a híménél.
Hernyója 65–80 mm hosszú, kékeszöld vagy halványkék színű. Oldalát hét keskeny fehér sáv díszíti, melyek közül a második halványabb a többinél. Légzőnyílásait barnás gyűrű övezi. Hosszú farokfüggeléke kékes-zöldes. A fiatal hernyó világoszöld, farka világosbarna.

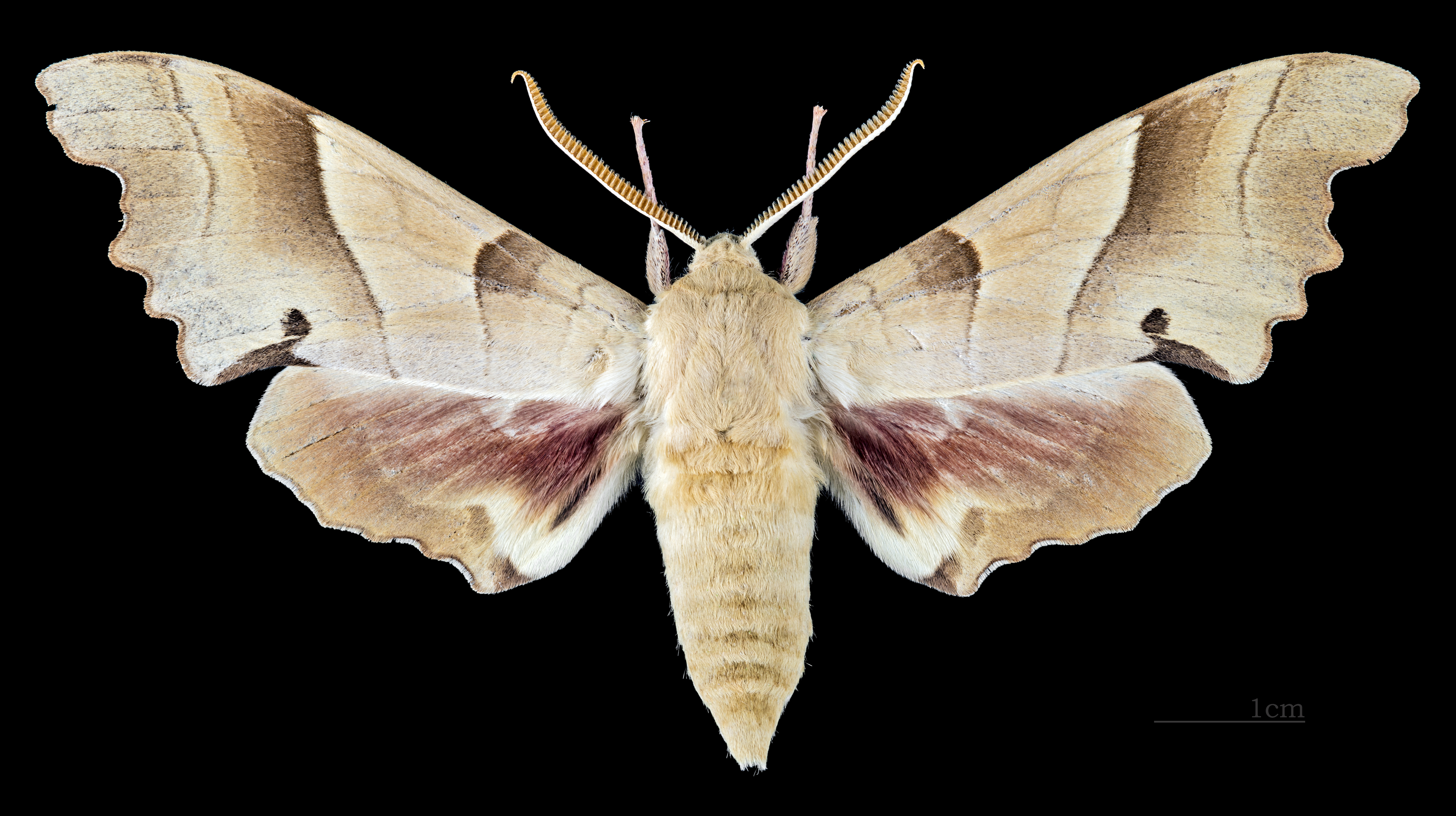
♂
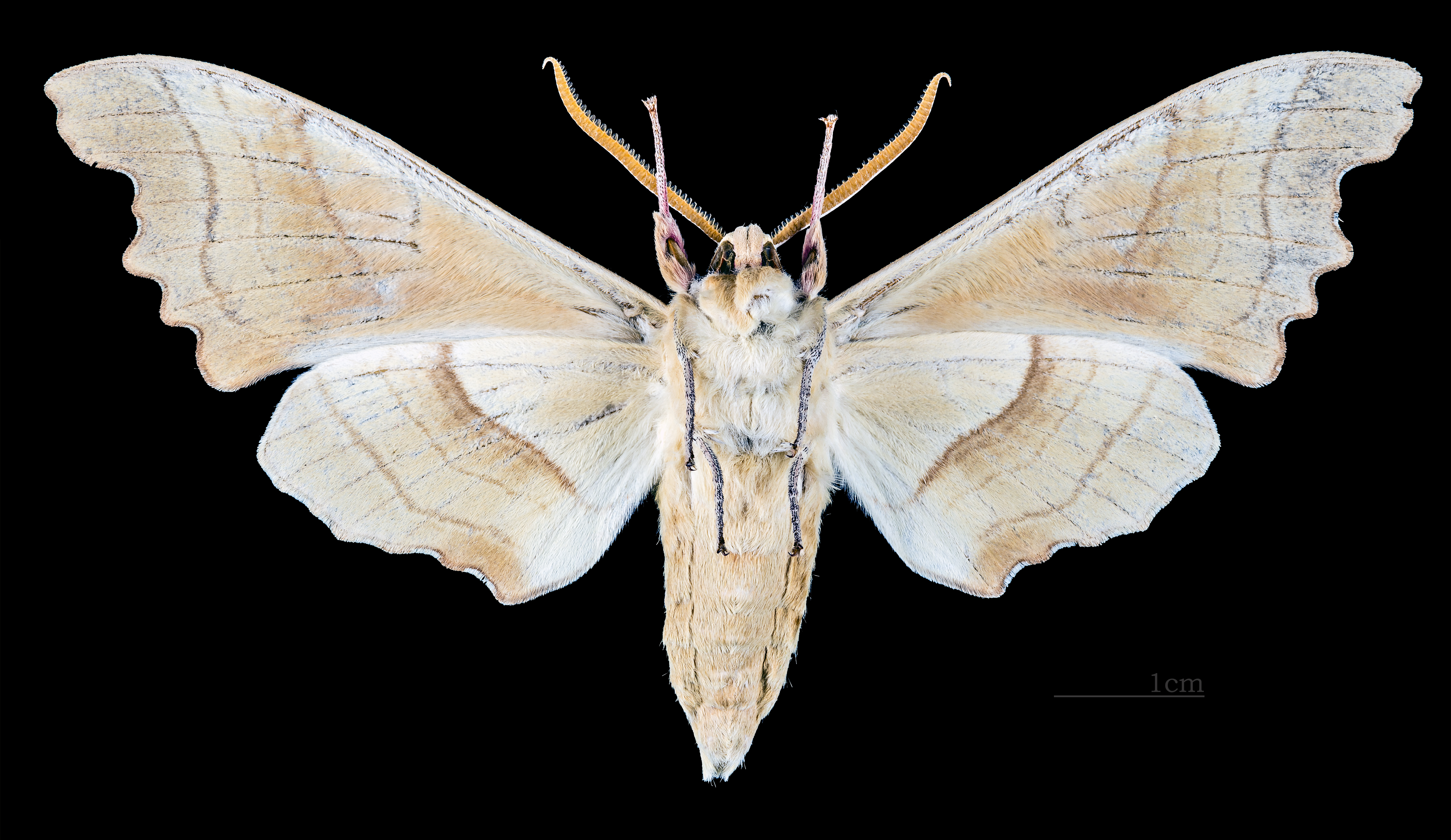
♂ △
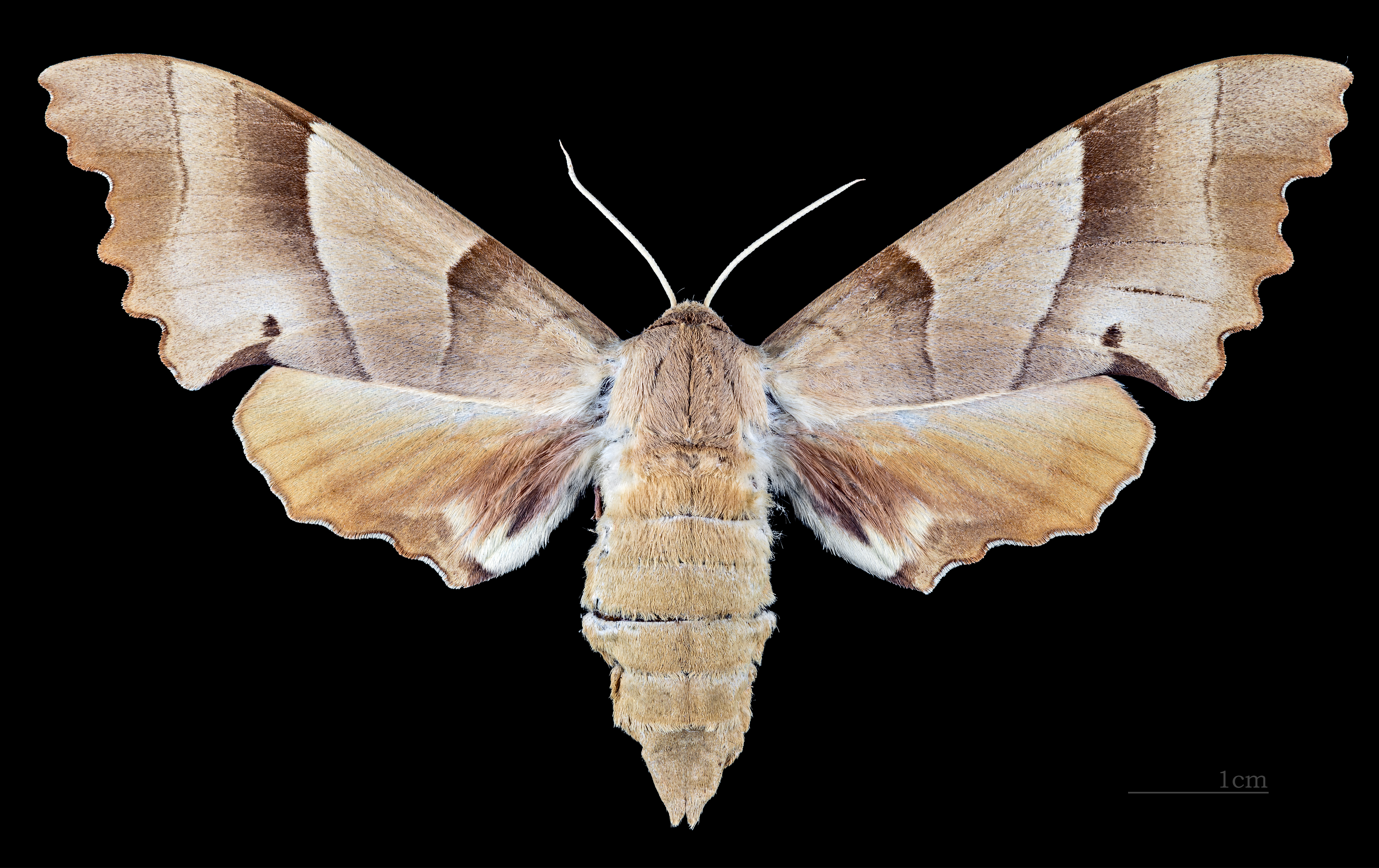
♀
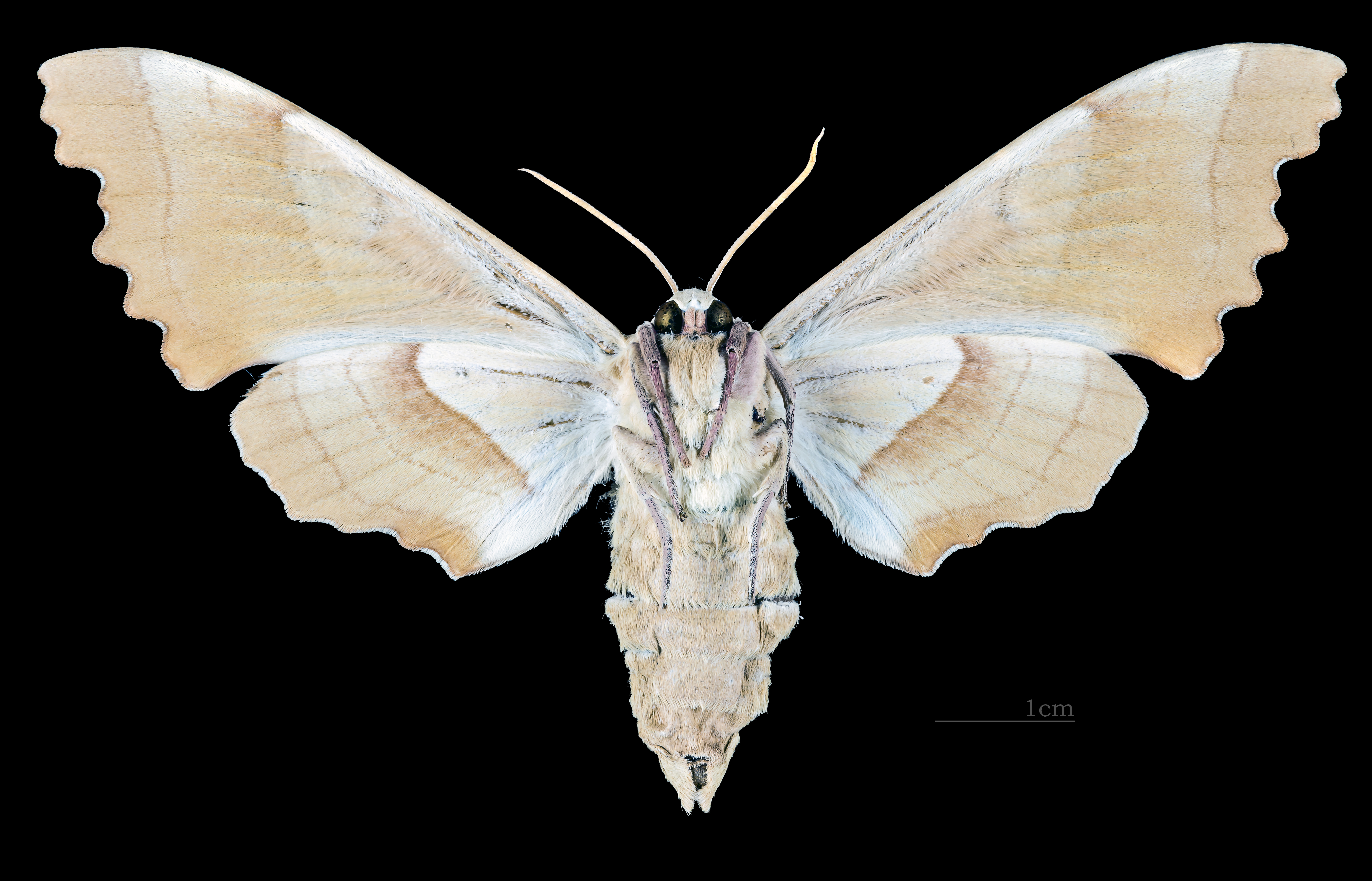
♀ △
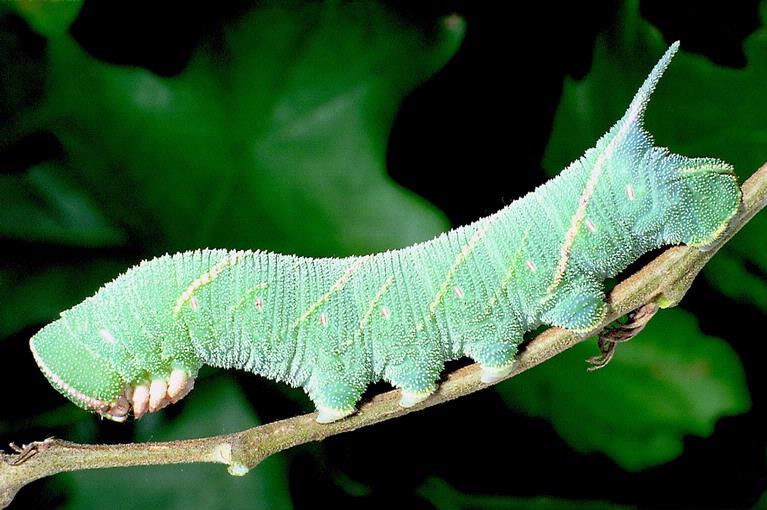
A tölgyfaszender hernyója

## Elterjedése
Elterjedési területe Európa mediterrán régiótól egészen Iránig tart, de sehol sem tömeges. Északon Magyarországig és Alsó-Ausztriáig felhatol. Spanyolország meleg vidékein 1500 m tengerszint fölötti magasságig megtalálható, de Libanonban csak 1200 méterig, ahol a tölgyerdők végetérnek. 

## Életmódja

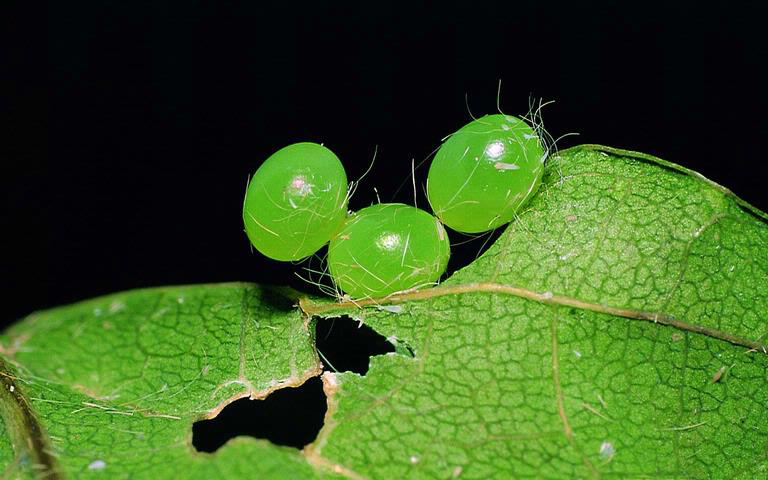
Petéi

A tölgyfaszender a száraz, meleg, fiatal tölgyerdőket kedveli, többnyire a hegy- és dombvidékeken. Magyarországon a Duna-Tisza közén, síkvidéki tölgyesekben is előfordul. Az imágó májustól júliusig repül. Napközben a lomb között pihen, ilyenkor száraz levélre hasonlít, és csak késő éjszaka kap szárnyra. A fényforrások vonzzák. A nőstények tölgyfák -  molyhos tölgy (Quercus pubescens), csertölgy (Q. cerris), kocsánytalan tölgy (Q. petraea) - leveleire helyezi zöld, tojásdad petéit. A kikelő hernyók júniustól augusztusig táplálkoznak, majd a földbe ásva magukat bebábozódnak és bábként telelnek át. A déli, meleg területeken évente két generációja is felnő, a korán kikelő hernyók augusztus-szeptemberben imágókká alakulnak át, amelyek még ugyanabban az évben szaporodnak.
Magyarországon védett, természetvédelmi értéke 10 000 Ft.